# Dirty District
Dirty District est un groupe de  fusion / punk rock français, originaire de Sèvres, dans les Hauts-de-Seine. Il est initialement formé en 1985 sous le nom de Great Gangsters from the Dirty District, avant de changer en Dirty District en 1990. Après quatre albums et près de 1 000 concerts, l'activité du groupe s'arrête en 1996.

## Biographie
Le groupe est initialement formé en 1985 à Sèvres, dans les Hauts-de-Seine, sous le nom de Great Gangsters from the Dirty District par Gilles, Geo, Fred, K-Shoo et Doc. Avant la création du groupe, Fred et Miguel Saboga jouaient dans le groupe de punk rock parisien The Brigades. En 1987, les membres du groupe participent à l'élaboration du premier album de la Mano Negra, Patchanka qui sortira en été 1988. Certains d'entre eux joueront sur l'album mais aucun des membres de Dirty District ne sera crédité pour la composition,. Les Great Gangsters from the Dirty District publient un premier EP éponyme en 1989. Une grande majorité de leurs chansons sont chantées en anglais, excepté L'Homme à la tête de chiffre qui est apparue sur leur premier album. Ils sont influencés par The Clash, Stiff Little Fingers, Linton Kwesi Johnson, Mad Professor et par leurs influences reggae, ska et punk.
En 1990, le groupe décide de raccourcir son nom en Dirty District. Ils publient l'album longtemps retardé Pousse au crime et longueurs de temps, cette même année, qui est une fusion de reggae, ska, punk, dub, et de rap avec des paroles fortement politisées abordant le crime de rue, Steve Biko et le combat contre tous les fascistes, quelle que soit leur couleur (de peau ou de drapeau). Comme la plupart des groupes à ce moment-là, leur musique est tout d'abord slept on[Quoi ?], en raison de ce type de fusion de styles musicaux rarement entendue jusqu'alors. En 1993 sort leur deuxième d'album Life in the Dirty District qui sonnait comme la réponse française au mouvement fusion de 1993. Le groupe a alors une formation entièrement nouvelle à la guitare, la basse et aux claviers.
Le dernier album du groupe, Welcome to the Next Level, sort en 1995 et inclut une reprise de Jericho de Prodigy. Le groupe se sépare en 1996, faute de stabilité. Le chanteur K-Shoo joue ensuite dans le groupe Boost avec, notamment, Michael Nunes « Crass » Da Silva (ex-hurleur des Crusher, puis dans Noxious Enjoyment, qui sont influencés par Sick of It All et Agnostic Front). Ifif monte son projet musical entre Londres et Paris. Yvo, Miguel, Igor et Garbis jouent dans le groupe Ethnician (drum and bass, electro-world, big beat), alors que le bassiste Gilles (Leuji) a sa propre carrière musicale.

## Membres

### Membres fondateurs
- Kshoo « Shooka » - chant, guitare, auteur. Il avait un look de rude boy jamaïcain, sportif aux dreadlocks et au chant à l'accent anglo-jamaïcain.

- Geo - claviers, composition (1985–1993). Il est habituellement reconnu pour porter un chèche autour de sa tête lors des concerts, il se déplaçait toujours en skate. On peut le retrouver comme clavier de Marabunta, les Casses pieds, the Dodgers, Raymonde et les blancs becs, la Mano negra, T-bone AKA et Geo's band. Apres Dirty, il devient membre actif des Copyrates et crée la télé de quartier TELEBOCAL en 1995 toujours en place aujourd'hui dans le 20e arrondissement de Paris et diffusé une fois par mois dans tous les bars des quartiers Charonne Pyrénées. Il tente de relancer le groupe en 2009 avec Gilles (le guitariste du debut) et Defre.

- Defre - basse, composition. On peut le retrouver comme bassiste des Ejectées, T-Bone aka Geo's Band, la Mano Negra, Guerilla et DBC. Il est remplacé par Xavier, qui avant Dirty fut bassiste du groupe The Brigades sous le nom de Saveriu Chatterton, qui en 1992 a été remplacé par Mishko puis par Leuji.

- Gilles - guitare, composition

- Doc - batterie. Surnommé « le recruteur rouge », c'est par lui que la rencontre des membres du groupe s'est faite.

- 'Miguel Saboga - batterie. Rejoint par Yvo à la 2e batterie en 1991. Avant Dirty, il joua dans le groupe punk rock parisien The Brigades. Il a également joué sur l'album de Lofofora. Il fait les voix notamment sur la chanson "No head" de Dirty District. Il est également membre fondateur d’« Ethnician ».

- Garbis Baharian - ingénieur-son (live de Dirty District (et de beaucoup d'autres artistes Les Garcons Bouchers, Pigalle, Kassav, etc.), et Ethnician)
- Alain dit « Fly in the Sky »
- Kamel Laouadi dit « KmelLight »

### Derniers membres
- Yvo Abadi - batterie (1991-1996). Il a notamment joué avec Guesch Patti, Pow woW, Jay, des percus avec Dennis Morris lors d'une reformation de Basement 5, avec Stephane Joly, Alexkid, Tarmac et Amadou et Mariam. Il est également un membre fondateur du groupe Ethnician.

- Mishko aka « The Slapfingers » - basse (entre autres de Guesch Patti) faisant un bref passage dans le groupe entre le départ de Xavier et l'arrivée de Gilles.

- Ifif - guitare. Remplace Gilles à la guitare et a également joué sur la chanson de Lofofora, Baise ta vie.  Il intègre les DD en 1991 et enregistre les 2 derniers albums. Il vit désormais à Londres où il participe à différents projets, dont celui de Dennis Morris, et compose également des musiques de films.

- Gilles aka « Leuji » - basse (1992-1996). Il joue et compose sur les deux derniers albums. Au split du groupe en 1996, il intègre le projet électropical de Tom Darnal (clavier de la Mano Negra), P18.

- Igor Nikitinsky - claviers (1993-1996). Il n'est présent sur aucun album. Il travaille ensuite avec Ethnician puis intègre Amadou et Mariam et FFF.

## Discographie
- 1989 : Great Gangsters from the Dirty District (EP)

1. O.S.K.
2. Watch out
3. Unknown Title (double mono).

- 1990 : Pousse au crime et longueurs de temps

1. Putain de vélo
2. Soap
3. Dead spit
4. U.P.P. [Urban Planning Package]
5. Rude rock & reggae
6. Church
7. Last night down town
8. E-way
9. Steve biko
10. L'homme à la tête de chiffre
11. Blast it

- 1993 : Life in the Dirty District

1. 50
2. Lies
3. Wonderland
4. Big Shot, Big Shit
5. N.Y Crap
6. Freaks
7. A Dub
8. Jump In The Lake
9. 3
10. Techno
11. Stop The Violence
12. Blah Blah
13. Am I Dead Yet?
14. Symphony...

- 1995 : Welcome to the Next Level (EP)

1. No Head
2. Payback
3. Speech Over
4. N.Y Crap (new Version)
5. Hear Them
6. Jericho (The Prodigy cover)

Ils apparaissent également sur les compilations :
- "À Bas Toutes Les Armées" (avec le titre reggae "Paddy Field") 
- "Cette Machine Sert à Tuer Tous Les Fascistes" (avec la chanson anti-raciste "Blast it")
- "Hostile"